# Европско првенство у кошарци 1937.
Европско првенство у кошарци 1937. је било друго међународно кошаркашко такмичење организовано под окриљем ФИБА. Одржано је од 2. до 7. маја у Риги у Летонији. На такмичењу су учествовале репрезентације Чехословачке, Египта, Естоније, Француске, Италије, Летоније, Литваније, и репрезентација Пољске. Египат је учествовао на овом првенству јер није било регистровано других кошаркашких савеза из Африке. Златну медаљу освојила је Литванија, сребрну медаљу освојила је Италија, док је бронзану медаљу освојила Француска.

## Турнир

### Прелиминарна рунда
У овој рунди је учествовало 8 екипа које су биле подељене у две групе. Две првопласиране екипе из сваке групе учествовале су у полуфиналу док су друге две екипе учествовале у утакмицама за пласман од 5. до 8. места.

#### Група А
1. коло одиграно 2. маја:
|  | Литванија | 22 - 20 | Италија |  |
|  | Естонија  | 44 - 15 | Египат  |  |

2. коло одиграно 3. маја:
|  | Египат    | 0 - 2   | Италија  |  |
|  | Литванија | 20 - 15 | Естонија |  |

3. коло одиграно 4. маја:
|  | Италија   | 30 - 20 | Естонија |  |
|  | Литванија | 21 - 7  | Египат   |  |

Табела групе А:
| Тим          | И | П | Г | КД | КП | Разлика | Бодови |
| ------------ | - | - | - | -- | -- | ------- | ------ |
| 1. Литванија | 3 | 3 | 0 | 63 | 42 | +21     | 6      |
| 2. Италија   | 3 | 2 | 1 | 52 | 42 | +10     | 5      |
| 3. Естонија  | 3 | 1 | 2 | 79 | 65 | +14     | 4      |
| 4. Египат    | 3 | 0 | 3 | 22 | 67 | -45     | 3      |

#### Група Б
1. коло одиграно 2. маја:
|  | Француска | 29 - 24 | Пољска       |  |
|  | Летонија  | 44 - 11 | Чехословачка |  |

2. коло одиграно 3. маја:
|  | Пољска    | 32 - 25 | Летонија     |  |
|  | Француска | 28 - 19 | Чехословачка |  |

3. коло одиграно 4. маја:
|  | Летонија | 26 - 20 | Француска    |  |
|  | Пољска   | 26 - 19 | Чехословачка |  |

Табела групе Б:
| Тим             | И | П | Г | КД | КП | Разлика | Бодови |
| --------------- | - | - | - | -- | -- | ------- | ------ |
| 1. Пољска*      | 3 | 2 | 1 | 84 | 73 | +11     | 5      |
| 2. Француска*   | 3 | 2 | 1 | 75 | 69 | +6      | 5      |
| 3. Летонија*    | 3 | 2 | 1 | 95 | 63 | +32     | 5      |
| 4. Чехословачка | 3 | 0 | 3 | 49 | 98 | -49     | 3      |

* Кош разлика у међусобним сусретима била је Пољска +2, Француска -1 и Летонија -1, тако да је Пољска заузела 1. место у групи Б. Према свим резултатима Летонија је требало да заузме 2. место, па постоји сумња да резултати утакмица у овој групи нису исправни.

### Утакмице за пласман од 5. до 8. места
Прво су 6. маја одигране утакмице трећепласирани и четвртопласираног из сваке групе. Победници ових утакмица су 7. маја одиграли утакмицу за пласман на 5. место, а поражени истог дана утакмицу за пласман на 7. место.
Резултати утакмица за пласман од 5. до 8. места:
|  | Естонија | 30 - 20 | Чехословачка |  |
|  | Летонија | 2 - 0   | Египат       |  |

Утакмица за 7. место:
|  | Чехословачка | 2 - 0 | Египат |  |

Утакмица за 5. место:
|  | Естонија | 41 - 19 | Летонија |  |

### Полуфинале
У полуфиналим утакмицама су играли првопласиран тимови из једне групе против другопласираних тимова из друге групе. Победници су играли у финалу, а поражени утакмицу за треће место. Полуфиналне утакмице одигране су 6. маја.
|  | Литванија | 31 - 25 | Пољска    |  |
|  | Италија   | 36 - 32 | Француска |  |

### Финале
Финале и утакмица за 3. место одигране су 7. маја.
Утакмица за 3. место:
|  | Француска | 27 - 24 | Пољска |  |

Финале:
|  | Литванија | 24 - 23 | Италија |  |

| Првак Европе 1937.    |
| --------------------- |
| Литванија Прва титула |

## Коначан пласман
| Место | Репрезентација |
| ----- | -------------- |
| 1     | Литванија      |
| 2     | Италија        |
| 3     | Француска      |
| 4     | Пољска         |
| 5     | Естонија       |
| 6     | Летонија       |
| 7     | Чехословачка   |
| 8     | Египат         |